# Station Morlanwelz
Station Morlanwelz is een spoorwegstation langs spoorlijn 112 (La Louvière - Marchienne-au-Pont) in de gemeente Morlanwelz. Het is nu een stopplaats. Er is een gratis parkeerplaats en fietsstalling.

## Treindienst
| Serie       | Treinsoort               | Route | Bijzonderheden                                                         |
| ----------- | ------------------------ | --- | ---------------------------------------------------------------------- |
| S 62        | S-trein Charleroi (NMBS) | Luttre – Manage – La Louvière-Centrum – Morlanwelz – Charleroi-Centraal                                                                                   | Rijdt in het weekend tussen La Louvière-Centrum en Charleroi-Centraal. |
| P 7770/8770 | Piekuurtrein (NMBS)      | [ Manage – [ Luttre ] / [ Bergen – Quévy ] / [ 's-Gravenbrakel ] ] / [ La Louvière-Zuid – [ Bergen ] / [ Luttre ] / [ Morlanwelz – Charleroi-Centraal ] ] | Rijdt alleen op werkdagen.                                             |

## Reizigerstellingen
De grafiek en tabel geven het gemiddeld aantal instappende reizigers weer op een week-, zater- en zondag.
| Tabel: aantal instappende reizigers station Morlanwelz | Tabel: aantal instappende reizigers station Morlanwelz | Tabel: aantal instappende reizigers station Morlanwelz | Tabel: aantal instappende reizigers station Morlanwelz |
|                                                        | Weekdag                                                | Zaterdag                                               | Zondag                                                 |
| ------------------------------------------------------ | ------------------------------------------------------ | ------------------------------------------------------ | ------------------------------------------------------ |
| 1977                                                   | 778                                                    | 111                                                    | 56                                                     |
| 1978                                                   | 608                                                    | 88                                                     | 62                                                     |
| 1979                                                   | 614                                                    | 117                                                    | 62                                                     |
| 1980                                                   | 642                                                    | 52                                                     | 65                                                     |
| 1981                                                   | -                                                      | -                                                      | -                                                      |
| 1982                                                   | -                                                      | -                                                      | -                                                      |
| 1983                                                   | 481                                                    | 31                                                     | 32                                                     |
| 1984                                                   | 489                                                    | 65                                                     | 30                                                     |
| 1985                                                   | 749                                                    | 70                                                     | 49                                                     |
| 1986                                                   | 550                                                    | 66                                                     | 41                                                     |
| 1987                                                   | 607                                                    | 59                                                     | 59                                                     |
| 1988                                                   | 514                                                    | 74                                                     | 98                                                     |
| 1989                                                   | 461                                                    | 63                                                     | 59                                                     |
| 1990                                                   | 272                                                    | 55                                                     | 49                                                     |
| 1991                                                   | 411                                                    | 57                                                     | 57                                                     |
| 1992                                                   | 515                                                    | 51                                                     | 53                                                     |
| 1993                                                   | 309                                                    | 63                                                     | 33                                                     |
| 1994                                                   | 363                                                    | 52                                                     | 33                                                     |
| 1995                                                   | 323                                                    | 31                                                     | 35                                                     |
| 1996                                                   | 303                                                    | 46                                                     | 27                                                     |
| 1997                                                   | 234                                                    | 44                                                     | 38                                                     |
| 1998                                                   | 231                                                    | 34                                                     | 22                                                     |
| 1999                                                   | 233                                                    | 53                                                     | 21                                                     |
| 2000                                                   | 289                                                    | 52                                                     | 30                                                     |
| 2001                                                   | 272                                                    | 28                                                     | 16                                                     |
| 2002                                                   | 260                                                    | 30                                                     | 32                                                     |
| 2003                                                   | 261                                                    | 40                                                     | 35                                                     |
| 2004                                                   | 276                                                    | 44                                                     | 35                                                     |
| 2005                                                   | 302                                                    | 59                                                     | 38                                                     |
| 2006                                                   | 310                                                    | 26                                                     | 20                                                     |
| 2007                                                   | 266                                                    | 48                                                     | 30                                                     |
| 2008                                                   | -                                                      | -                                                      | -                                                      |
| 2009                                                   | 328                                                    | 34                                                     | 36                                                     |
| 2010                                                   | -                                                      | -                                                      | -                                                      |
| 2011                                                   | -                                                      | -                                                      | -                                                      |
| 2012                                                   | 350                                                    | 46                                                     | 48                                                     |
| 2013                                                   | 373                                                    | 43                                                     | 38                                                     |
| 2014                                                   | 382                                                    | 61                                                     | 54                                                     |
| 2015                                                   | 356                                                    | 57                                                     | 34                                                     |
| 2016                                                   | 273                                                    | 30                                                     | 40                                                     |
| 2017                                                   | 333                                                    | 21                                                     | 32                                                     |
| 2018                                                   | 309                                                    | 62                                                     | 46                                                     |
| 2019                                                   | 288                                                    | 47                                                     | 27                                                     |
| 2020                                                   | 247                                                    | 39                                                     | 25                                                     |
| 2021                                                   | -                                                      | -                                                      | -                                                      |
| 2022                                                   | 449                                                    | 49                                                     | 36                                                     |
| 2023                                                   | 355                                                    | 95                                                     | 72                                                     |
| 2024                                                   | 377                                                    | 80                                                     | 61                                                     |

0,0: Marchienne-au-Pont ·
4,6: Goutroux ·
7,2: Fontaine-l'Évêque ·
Forchies ·
11,3: Piéton ·
13,4: Carnières ·
15,3: Morlanwelz ·
16,5: Mariemont ·
18,6: Haine-Saint-Pierre ·
19,1: La Louvière-Zuid ·
19,7: Haine-Saint-Paul ·
20,1: La Louvière-Bouvy ·
20,9: La Louvière-Centrum